# Microstylum sura
Microstylum sura là một loài ruồi trong họ Asilidae. Microstylum sura được Walker miêu tả năm 1849. Loài này phân bố ở miền Ấn Độ - Mã Lai.